# Bundesverband der Bilanzbuchhalter und Controller
Der Bundesverband der Bilanzbuchhalter und Controller e. V. (BVBC) ist ein deutscher Verband für Rechnungswesen und Controlling mit über 5.000 Mitgliedern. Gegründet wurde der Verband im Jahr 1976 auf Initiative von Horst Walter Endriss zunächst für Bilanzbuchhalter, 1994 öffnete er sich auch der Berufsgruppe der Controller. Der Bundesverband der Bilanzbuchhalter und Controller vertritt als fachbezogener Berufsverband die Belange seiner Mitglieder gegenüber Politik und Wirtschaft. Zudem bietet er berufsbezogene überregionale Weiterbildungs- und Qualifizierungsmaßnahmen an.

## Verbandsstruktur
Der Bundesverband hat seinen Sitz in Bonn und ist mit einer weiteren Geschäftsstelle in Berlin vertreten. Der Bundesvorstand (Präsidium) verwaltet wichtige Ressorts, wie z. B. berufliche Interessensvertretung der angestellten Bilanzbuchhalter und Controller, politische Interessenvertretung der Selbständigen und Weiterbildung.
Der Verband setzt sich aus elf Landesverbänden zusammen, die eigenständig eingetragene Vereine sind, den BVBC auf Landes- und Regionalebene repräsentieren und die Mitgliederbetreuung vor Ort übernehmen.

## Aufgaben und Ziele
Der BVBC ist der wirtschaftliche, berufliche und politische Interessenvertreter der Bilanzbuchhalter und Controller auf nationaler und internationaler Ebene. Zudem ist der Verband Informationsmanager für aktuelle Themen im Rechnungswesen und Controlling (bundesweite Seminare, Bundeskongress und Fachmesse; Fachzeitschrift BC Zeitschrift für Bilanzierung, Rechnungswesen und Controlling; Netzwerktreffen der Mitglieder zu aktuellen Themen). Darüber hinaus propagiert er das kombinierte Berufsbild des so genannten „Biltrollers“ (Verzahnung von Buchhaltung und Controlling in einem Berufsbild). Er fungiert außerdem als Servicedienstleister und Informationsmittler für seine Mitglieder. Es werden Rahmenverträge mit namhaften Unternehmen, ein Karriereportal und eine Wissensdatenbank sowie ein berufliches und soziales Netzwerk angeboten.

## Angeschlossene Organisationen
- BVBB Lohnsteuerhilfeverein e. V.
- European Management Accountants Association e. V.
- BVBC-Stiftung
- Wissenschaftliches Institut des Bundesverband der Bilanzbuchhalter und Controller e. V.